# Suore francescane della penitenza e della carità (Milwaukee)
Le Suore Francescane della Penitenza e della Carità (in inglese Sisters of St. Francis of Penance and Charity) sono un istituto religioso femminile di diritto pontificio: le suore di questa congregazione pospongono al loro nome la sigla O.S.F.

## Storia
La congregazione ebbe origine il 28 maggio 1849, quando sei terziarie francescane provenienti dalla Baviera si presentò a John Martin Henni, vescovo della neocostituita diocesi di Milwaukee, con l'intenzione di dare inizio a una nuova comunità religiosa.
Nel 1852 la direzione della comunità fu affidata a Michael Heiss, che stese la regola dell'istituto, e il 16 giugno 1853 le suore emisero per la prima volta i voti temporanei e iniziarono la vita comune.
Quando Heiss fu nominato vescovo di La Crosse, la maggioranza delle religiose decise di seguirlo nella nuova diocesi dando inizio alla congregazione delle suore francescane dell'adorazione perpetua: per le circa trenta suore rimaste in diocesi di Milwaukee il vescovo Henni predispose un nuovo regolamento.
L'istituto, aggregato all'ordine dei frati minori conventuali dal 24 marzo 1900, ricevette il pontificio decreto di lode 1l 12 dicembre 1911.
La prima missione fu aperta nel 1929 in Cina, ma nel 1948 le suore furono costrette ad abbandonare le numerose scuole aperte nel paese e, in seguito, si stabilirono a Taiwan.

## Attività e diffusione
Le suore si dedicano principalmente alla cura e all'educazione della gioventù, anche in scuole speciali per disabili mentali.
Oltre che negli Stati Uniti d'America, sono presenti a Taiwan; la sede generalizia è a Saint Francis, nel Wisconsin.
Alla fine del 2008 l'istituto contava 262 religiose in 27 case.